# Космозоли
Космозоли — неоднородные взвеси в космическом пространстве, состоящие из твёрдых частиц с размерами более 10−3 см.
Облака таких частиц могут создаваться искусственно в районах открытого космоса с целью маскировки или защиты проходящих через них объектов (космических аппаратов, головных частей межконтинентальных баллистических ракет и т. п.). При этом, маскирующая функция космозолей заключается в сокрытии признаков присутствия объекта в широком спектре электромагнитных частот и в создании сильных помех работе радиолокационных систем, а защитная функция — в ослаблении поражающих факторов лучевого оружия (пучкового и лазерного).